# Yokosuka P1Y Ginga
Le Yokosuka P1Y Ginga est un bombardier rapide japonais de la Seconde Guerre mondiale ayant servi dans les rangs de la marine nippone. Il est également connu sous son nom de code allié de Frances.

## Historique

### Développement

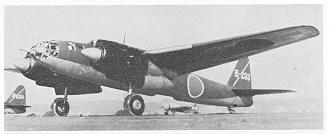
Yokosuka P1Y.

En 1940 la Marine impériale japonaise fit savoir qu'elle recherchait un nouveau bombardier rapide apte aux opérations en piqué aussi bien qu'horizontale. Rapidement le cahier des charges stipula que l'avion puisse également remplir des missions de torpillage tant diurne que nocturne. Le projet fut confié aux équipes de Yokosuka qui devaient réaliser le nouvel avion. Elles reçurent le concours d'ingénieurs nazis qui avaient notamment travaillé sur le programme du Junkers Ju 88.
Yokosuka désigna Y-20 le prototype de cet avion, qui du fait de la guerre connut un certain retard dans sa mise au point, si bien que celui-ci ne réalisa son premier vol qu'en août 1943. Rapidement identifié par les Alliés il fut désigné Frances par ceux-ci. Le développement de cet avion avait fait appel aux techniques les plus modernes de l'époque, néanmoins Yokosuka n'usina pas le moindre avion de série dérivé du Y-20. Bien que nommé P1Y ils furent tous construits par Kawanishi et surtout Nakajima, notamment dans son usine de Fukushima.

### En service

#### Engagements

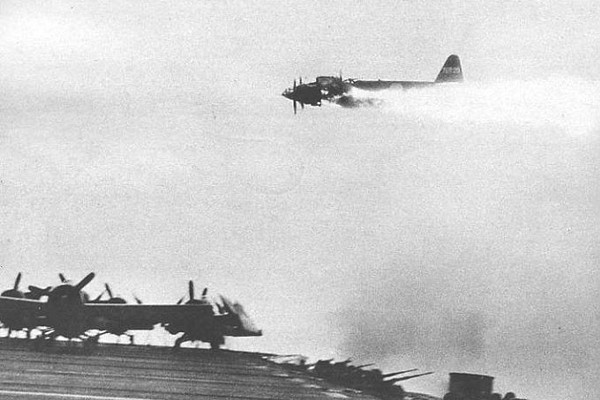
Un P1Y s'écrase en flamme dans le Pacifique.

Les premiers exemplaires de série entrèrent en service en octobre 1944. Rapidement le Frances se tailla une réputation auprès des marins américains qui le considéraient comme un des avions japonais les plus dangereux. Toutefois la marine nippone connaissait une grave pénurie en matière d'équipages, ce qui affecta grandement le rendement opérationnel du P1Y. Néanmoins ils participèrent à la bataille de la mer des Philippines, celle de Shikoku, et celle de Saipan.
C'est à cette époque qu'apparut dans les cieux japonais le P1Y-2S, conçu et réalisé spécialement par Kawanishi pour des missions de chasse de nuit. Les bombes laissaient la place à des canons obliques de 20 mm assemblés à la manière des Schräge Musik allemandes. Quelques-uns reçurent une mitrailleuse lourde de 13 mm dans le poste de tir arrière. le résultat ne fut pas à la hauteur des attentes japonaises.
En 1945 ils formèrent aussi l'ossature (Miyazaki Kōkūtai, Toyohashi Kōkūtai, Yokosuka Kōkūtai) des opérations 'Tan', 'Tan2' et 'Tan3' visant à détruire les bâtiments de l'US Navy ancrés dans le lagon d'Ulithi .
À la fin de la guerre plusieurs dizaines de Ginga servirent comme kamikazes dans des attaques contre l'US Navy et ses navires de guerre, voire contre des formations de bombardiers américains Boeing B-29. Dans ces cas précis les P1Y devenaient monoplaces.
En 1945 les Américains essayèrent en vol deux Frances qu'ils rapatrièrent en Californie.

#### Utilisateurs
Japon
- Marine impériale japonaise
  - 302e Kōkūtai
  - 521e Kōkūtai
  - 522e Kōkūtai
  - 523e Kōkūtai
  - 524e Kōkūtai
  - 701e Kōkūtai
  - 706e Kōkūtai
  - 752e Kōkūtai
  - 761e Kōkūtai
  - 762e Kōkūtai
  - 763e Kōkūtai
  - 765e Kōkūtai
  - 1001e Kōkūtai
  - 1081e Kōkūtai
  - Miyazaki Kōkūtai
  - Toyohashi Kōkūtai
  - Yokosuka Kōkūtai

## Conception
Le Yokosuka P1Y Ginga se présente sous la forme d'un bimoteur monoplan à aile médiane intégralement usiné en métal. Il disposait d'un cockpit triplace en tandem largement vitré et d'un train d'atterrissage classique escamotable. Son armement se composait de canons de calibre 20 mm, de mitrailleuses de 12,7 et 13 mm, et de bombes ou de torpilles en soute. Il possédait quelques avancées majeures pour l'époque comme des réservoirs auto-obturant ou encore des plaques de blindage aux endroits vulnérables. Il est à noter toutefois que bien qu'appartenant à la marine ces avions n'étaient pas navalisés et ne pouvaient donc opérer qu'à partir d'une piste.

## Versions
Un total de 1 002 bombardiers P1Y furent construits jusqu'à la fin des hostilités, ainsi que 96 chasseurs de nuit.

### Bombardiers
- P1Y1 : version de base de bombardement dérivée en trois sous-versions ;
  - P1Y1a ;
  - P1Y1b ;
  - P1Y1c ;
- P1Y2 : version améliorée du P1Y1 dérivée en trois sous-versions ;
  - P1Y2a ;
  - P1Y2b ;
  - P1Y2c ;
- P1Y3 : version d'attaque au sol ;
- P1Y4 : version remotorisée du P1Y1 ;
- P1Y5 : version remotorisée du P1Y2.

### Chasseurs de nuit
- P1Y1-S : première version de chasse de nuit  ;
- P1Y2-S : version de nuit définitive.

### Versions expérimentales
- Y-20 : désignation du prototype ;
- P1Y6 : désignation d'une version expérimentale du P1Y5 avec des moteurs turbocompressés ;
- MXY10 : désignation d'une version kamikaze demeurée sans suite.

### Avions similaires
- Heinkel He 219
- Saab 18